# Chirosia nodula
Chirosia nodula är en tvåvingeart som beskrevs av Li, Cui och Fan 1993. Chirosia nodula ingår i släktet Chirosia och familjen blomsterflugor.
Artens utbredningsområde är Henan (Kina). Inga underarter finns listade i Catalogue of Life.